# Palau nos Jogos Olímpicos
Palau teve sua estreia nos Jogos Olímpicos de Verão em 2000 em Sydney e foi representado de novo nos Jogos de 2004 em Atenas e nos Jogos de 2008 em Pequim. Palau ainda não participou dos Jogos Olímpicos de Inverno.